# Teuthonista (Lautschrift)
Teuthonista ist die Bezeichnung für eine Lautschrift, die in der deutschen Dialektologie breite Anwendung findet. Eng verwandt ist das besonders in der romanischen Dialektologie verwendete Böhmer-Ascoli-System.

## Ursprung
Der Name Teuthonista geht auf die Zeitschrift Teuthonista zurück, durch die die Schrift 1924/25 bekannt wurde. Die Grundlagen entstanden jedoch schon im 19. Jahrhundert. Entwürfe für eine Lautschrift speziell für die Dialektologie wurden beispielsweise von Johann Andreas Schmeller, Oskar Brenner oder Otto Bremer vorgelegt. In der Folge entwickelte der Mundartforscher Philipp Lenz ein Lautschriftsystem, welches im Jahr 1900 in der Zeitschrift für hochdeutsche Mundarten vorgestellt und in den Jahren 1924/25 in geringfügig veränderter Form von Hermann Teuchert in der dialektologischen Zeitschrift Teuthonista unter dem Titel „Lautschrift des Teuthonista“ präsentiert wurde.
Parallel dazu präsentierte der Begründer der italienischen Dialektologie, Graziadio Isaia Ascoli, 1873 ein diakritisches Umschriftsystem, das er auf der 1855 vom Ägyptologen Karl Richard Lepsius entworfenen Lautschrift aufbaute. Diese Basis wurde von Eduard Böhmer weiterentwickelt, sodass man heute vom Böhmer-Ascoli-System spricht. Unter anderem orientierten sich die Schweizer Romanisten Karl Jaberg und Jakob Jud bei der Erstellung des Sprach- und Sachatlasses Italiens und der Südschweiz (publiziert ab 1928) sowie die Germanisten Rudolf Hotzenköcherle und Heinrich Baumgartner im Sprachatlas der deutschen Schweiz (erschienen ab 1962) an dieser Umschrift.
Die Systeme von Teuthonista und Böhmer-Ascoli sind einander sehr ähnlich. Beide verwenden als Basis das lateinische Alphabet und drücken die einzelnen Lautvarianten mit Diakritika aus. Heute sind die verschiedenen Unterarten praktisch zusammengefallen. Tatsächlich kann die Teuthonista somit auf eine romanistische wie auch auf eine germanistische Linie zurückgeführt werden.

## Funktionsweise
Die Schrift basiert vorwiegend auf lateinischen Buchstaben. Die verschiedenen Abstufungen der Laute werden durch Diakritika ausgedrückt. Durch die große Zahl dieser Diakritika lässt die Schrift einige Flexibilität beim Transkribieren zu. Teuthonista beziehungsweise Böhmer-Ascoli fanden sowohl in der deutschen als auch in der französischen und der italienischen Dialektologie breite Anwendung und werden noch heute für die Transkription und Dokumentation der jeweiligen Mundarten verwendet.

## Vokale

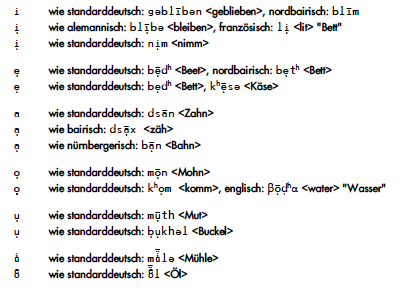
Anwendungsbeispiel (Handbuch SMF-Teuthonista) – Liste der Diakritika für Vokale

Im Bereich der Vokale verfolgt die Teuthonista eine eher diakritische Strategie. Die Grundzeichen entstammen größtenteils dem lateinischen Alphabet und werden mit Diakritika über oder unter dem Grundzeichen modifiziert. Haken unter einem Grundzeichen symbolisieren eine offene, Punkte eine geschlossene Artikulation. Viele Teuthonista-Versionen können auch Zentralisierungen durch Aufstriche vor dem Grundzeichen kennzeichnen. Quantitäten werden durch Striche, Bögen oder Dächer über dem Zeichen markiert. Auch für Nasalierung, Lippenrundung sowie Haupt- und Nebenakzente gibt es Diakritika, welche auch kombiniert auftreten können.

### Auszug
Soweit nicht anders vermerkt, nach Hansen.
| Zeichen | Unicode    | Bezeichnung                                                  | Anmerkung                                                    | Beispiel                          |  |
| ------- | ---------- | ------------------------------------------------------------ | ------------------------------------------------------------ | --------------------------------- |  |
| a       | U+0061     | LATIN SMALL LETTER A                                         | helles, kurzes a                                             | Ratte                             |  |
| ɒ       | U+0252     | LATIN SMALL LETTER TURNED ALPHA                              |                                                              |                                   |  |
| ậ       | U+1FB1     | LATIN SMALL LETTER ALPHA WITH MACRON                         |                                                              |                                   |  |
| ậ       | 0061+0302+ | LATIN SMALL LETTER A WITH CIRCUMFLEX AND DOT BELOW           | verwendet für LATIN SMALL LETTER A WITH MACRON AND DOT BELOW |                                   |  |
| ạ̄       |            | LATIN SMALL A WITH MACRON AND A DOT BELOW                    | Anstelle von ALPHA WITH MACRON AND A DOT BELOW               |                                   |  |
| ǟ       | U+01DF     | LATIN SMALL LETTER A WITH DIARESIS AND MACRON                |                                                              |                                   |  |
| ā       | U+0101     | LATIN SMALL LETTER A WITH MACRON                             | helles, langes a                                             | raten                             |  |
| â       | U+00E2     | LATIN SMALL LETTER A WITH CIRCUMFLEX                         | mittellanges a                                               |                                   |  |
| ä̂       | 0061,0308, | LATIN SMALL LETTER A WITH DIAERESIS AND CIRCUMFLEX           | (mittel) langes ä                                            |                                   |  |
| ɑ       | U+0251     | LATIN SMALL LETTER ALPHA                                     |                                                              | Butter                            |  |
| ē       | U+0113     | LATIN SMALL LETTER E WITH MACRON                             |                                                              |                                   |  |
| ę̄       | - (komb.)  | LATIN SMALL LETTER E WITH OGONEK AND MACRON                  | langes offenes e                                             | Märchen                           |  |
| ȇ       | U+0207     | LATIN SMALL LETTER E WITH INVERTED BREVE                     |                                                              |                                   |  |
| ẽ       | U+1EBD     | LATIN SMALL LETTER E WITH TILDE                              |                                                              |                                   |  |
| ĕ       | U+0115     | Latin Small Letter E with Breve                              | kurzes e                                                     |                                   |  |
| ẹ       | U+1EB9     | LATIN SMALL LETTER E WITH DOT BELOW                          |                                                              | bẹki (altsächsisch: Bach)         |  |
| ḗ       | U+1E17     | LATIN SMALL LETTER E WITH MACRON AND ACUTE                   | halblanges e                                                 | bá¸—g (Dithmarschen: Beek = Bach) |  |
| e       | U+0065     | LATIN SMALL LETTER E                                         | geschlossenes, kurzes e                                      |                                   |  |
| ĕ       | U+0115     | LATIN SMALL LETTER E WITH BREVE                              | kurzes e                                                     |                                   |  |
| ī       | U+012B     | LATIN SMALL LETTER I WITH MACRON                             | langes geschlossenes i                                       | Miete [mi:tə]                     |  |
| ï       | U+00EF     | LATIN SMALL LETTER I WITH DIAERESIS                          |                                                              |                                   |  |
| ȋ       | U+020B     | LATIN SMALL LETTER I WITH INVERTED BREVE                     |                                                              |                                   |  |
| ĩ       | U+0129     | LATIN SMALL LETTER I WITH TILDE                              |                                                              |                                   |  |
| į̄       | 0069+0304+ | LATIN SMALL LETTER I WITH MACRON AND OGONEK                  | gedehntes kurzes i                                           | Bild                              |  |
| į       | 0069+0328  | LATIN SMALL LETTER I WITH OGONEK                             |                                                              | binden                            |  |
| i̯       | 0069+032F  | LATIN SMALL LETTER I WITH INVERTED BREVE BELOW               |                                                              |                                   |  |
| i       | U+0069     | LATIN SMALL LETTER I                                         | kurzes offenes i                                             | frz. cri (Schrei)                 |  |
| ǭ       | U+01ED     | LATIN SMALL LETTER O WITH OGONEK AND MACRON                  | langes offenes o                                             | all (engl.)                       |  |
| ō       | U+014D     | LATIN SMALL LETTER O WITH MACRON                             | langes deutsches o (geschlossenes o), JG: dipht.             | Brot                              |  |
| å̄       | - (komb.)  | LATIN SMALL LETTER A WITH RING [and macron] ABOVE            | langes deutsches offenes o (nicht darstellbar)               | engl. all                         |  |
| ø       | U+00F8     | LATIN SMALL LETTER O WITH STROKE                             | kurzes geschlossenes ö                                       | höchst                            |  |
| ȫ       | U+022B     | LATIN SMALL LETTER O WITH DIAERESIS AND MACRON               |                                                              | Gemöös                            |  |
| œ̄       | - (komb.). | LATIN SMALL LIGATURE OE [WITH A MACRON]                      |                                                              | langes offenes ö                  |  |
| ǫ       | U+01EB     | LATIN SMALL LETTER O WITH OGONEK                             | kurzes offenes o                                             | toll                              |  |
| ǫ̈       | - (komb.)  | LATIN SMALL LETTER O WITH DIAERESIS AND OGONEK               | HambWB                                                       |                                   |  |
| õ       | U+00D5     | LATIN SMALL LETTER O WITH TILDE                              |                                                              |                                   |  |
| ø̄       | 00F8+0304  | LATIN SMALL LETTER O WITH STROKE AND MACRON                  | Mensing                                                      | Mörder                            |  |
| ø̃       | 00F8+0303  | LATIN SMALL LETTER O WITH STROKE AND TILDE                   |                                                              |                                   |  |
| ø̄       | 00F8+0304  | LATIN SMALL LETTER O WITH STROKE AND MACRON                  |                                                              |                                   |  |
| ø̨̄¨      | 00F8+0304+ | LATIN SMALL LETTER O WITH STROKE AND MACRON AND OGONEK       |                                                              |                                   |  |
| ọ       | U+1ECD     | LATIN SMALL LETTER O WITH DOT BELOW                          |                                                              |                                   |  |
| ọ̈̄       | 006F+0308+ | LATIN SMALL LETTER O WITH DIAERESIS AND MACRON AND DOT BELOW |                                                              |                                   |  |
| ọ̄       | 006F+0304+ | LATIN SMALL LETTER O WITH MACRON AND DOT BELOW               |                                                              |                                   |  |
| Œ       | U+0152     | LATIN CAPITAL LIGATURE OE                                    |                                                              |                                   |  |
| ǖ       | ǖ          | LATIN SMALL LETTER U WITH DIAERESIS AND MACRON               | langes offenes ü                                             | ǖ                                 |  |
| ū       | U+016B     | LATIN SMALL LETTER U WITH MACRON                             |                                                              |                                   |  |
| u       | U+0075     | LATIN SMALL LETTER U                                         | kurzes geschlossenes u                                       | frz.: fou (verrückt) [fu]         |  |
| ũ       | U+0169     | LATIN SMALL LETTER U WITH TILDE                              |                                                              |                                   |  |
| u̯       | 0075+032F  | LATIN SMALL LETTER U WITH INVERTED BREVE BELOW               |                                                              |                                   |  |
| ȳ       | U+0233     | LATIN SMALL LETTER Y WITH MACRON                             |                                                              | über                              |  |
| ỹ       | 0079+0303  | LATIN SMALL LETTER Y WITH TILDE                              |                                                              |                                   |  |

## Konsonanten

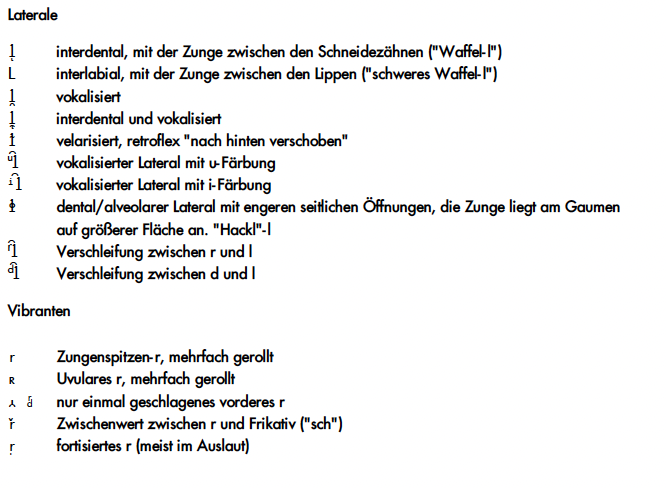
Anwendungsbeispiel (Handbuch SMF-Teuthonista) – Liste der Laterale (SMF-Version)

Bei den Konsonanten ist die Teuthonista eher monotyp. Das heißt, es gibt jeweils ein Zeichen (viele aus dem lateinischen Alphabet) für einen Laut. Jedoch können auch diese Grundzeichen – wie auch die Vokale – durch Diakritika modifiziert werden. So steht beispielsweise ein Kringel unter einem Konsonanten, wenn er Silbenträger ist.

## Verwendung
Teuthonista wird heute unter anderem von folgenden Projekten verwendet:

### Wörterbücher
Teuthonista und ihre Varianten wird in fast allen großlandschaftlichen Wörterbüchern der deutschen Sprache verwendet, darunter:
- Badisches Wörterbuch
- Bayerisches Wörterbuch
- Dicziunari Rumantsch Grischun
- Rheinisches Wörterbuch
- Schleswig-Holsteinisches Wörterbuch
- Schwäbisches Wörterbuch
- Siebenbürgisch-Sächsisches Wörterbuch
- Sudetendeutsches Wörterbuch
- Wörterbuch der bairischen Mundarten in Österreich

Eine gewichtige Ausnahme stellt das Schweizerische Idiotikon dar, dessen Publikation schon 1881 angefangen hat und deshalb auf ältere Lautschriften zurückgreift.

### Sprachatlanten
- Atlas der historischen deutschen Mundarten auf dem Gebiet der Tschechischen Republik
- Atlas linguistique de l’Alsace
- Atlas linguistich dl ladin dolomitich y di dialec vejins
- Bayerischen Sprachatlas mit den Teilprojekten
  - Sprachatlas von Bayerisch-Schwaben
  - Sprachatlas von Mittelfranken
  - Sprachatlas von Unterfranken
  - Sprachatlas von Niederbayern
  - Sprachatlas von Nordostbayern
  - Sprachatlas von Oberbayern
- Sprachatlas der deutschen Schweiz
- Sprachatlas von Oberösterreich
- Sprach- und Sachatlas Italiens und der Südschweiz
- Südwestdeutscher Sprachatlas
- Vorarlberger Sprachatlas mit Einschluss des Fürstentums Liechtenstein, Westtirols und des Allgäus

### Ortsgrammatiken
Teuthonista wird auch in den meisten, in der Regel als Dissertation erarbeiteten Ortsgrammatiken verwendet.